# Новомусятово
Новомуся́тово (рос. Новомусятово, башк. Яңы Мөсәт) — присілок у складі Бурзянського району Башкортостану, Росія. Входить до складу Старосубхангуловської сільської ради.
Населення — 421 особа (2010; 453 в 2002).
Національний склад:
- башкири — 99%